# スヴァタヴァ・ポルスカー
スヴァタヴァ・ポルスカー（チェコ語：Svatava Polská, 1046/48年 - 1126年9月1日）は、ボヘミア王ヴラチスラフ2世の3度目の妃。ポーランド公カジミェシュ1世の娘として生まれた。ポーランド語名はシフィエントスワヴァ（Świętosława Swatawa）。
1062年、ヴラチスラフ2世と結婚し、5子をもうけた。
- ボレスラフ
- ボリヴォイ（1064年 - 1124年）
- ヴラディスラフ（? - 1125年）
- ソビェスラフ（1075年 - 1140年）
- ユディタ（1066年? - 1108年）